# Cammoweal Caves National Park
Cammoweal Caves National Park är en park i Australien. Den ligger i delstaten Queensland, omkring 1 700 kilometer nordväst om delstatshuvudstaden Brisbane. Cammoweal Caves National Park ligger 242 meter över havet.
Trakten runt Cammoweal Caves National Park är nära nog obefolkad, med mindre än två invånare per kvadratkilometer.. Det finns inga samhällen i närheten.
Omgivningarna runt Cammoweal Caves National Park är i huvudsak ett öppet busklandskap. Genomsnittlig årsnederbörd är 360 millimeter. Den regnigaste månaden är februari, med i genomsnitt 94 mm nederbörd, och den torraste är september, med 1 mm nederbörd.